# Disastro del K2 (1986)

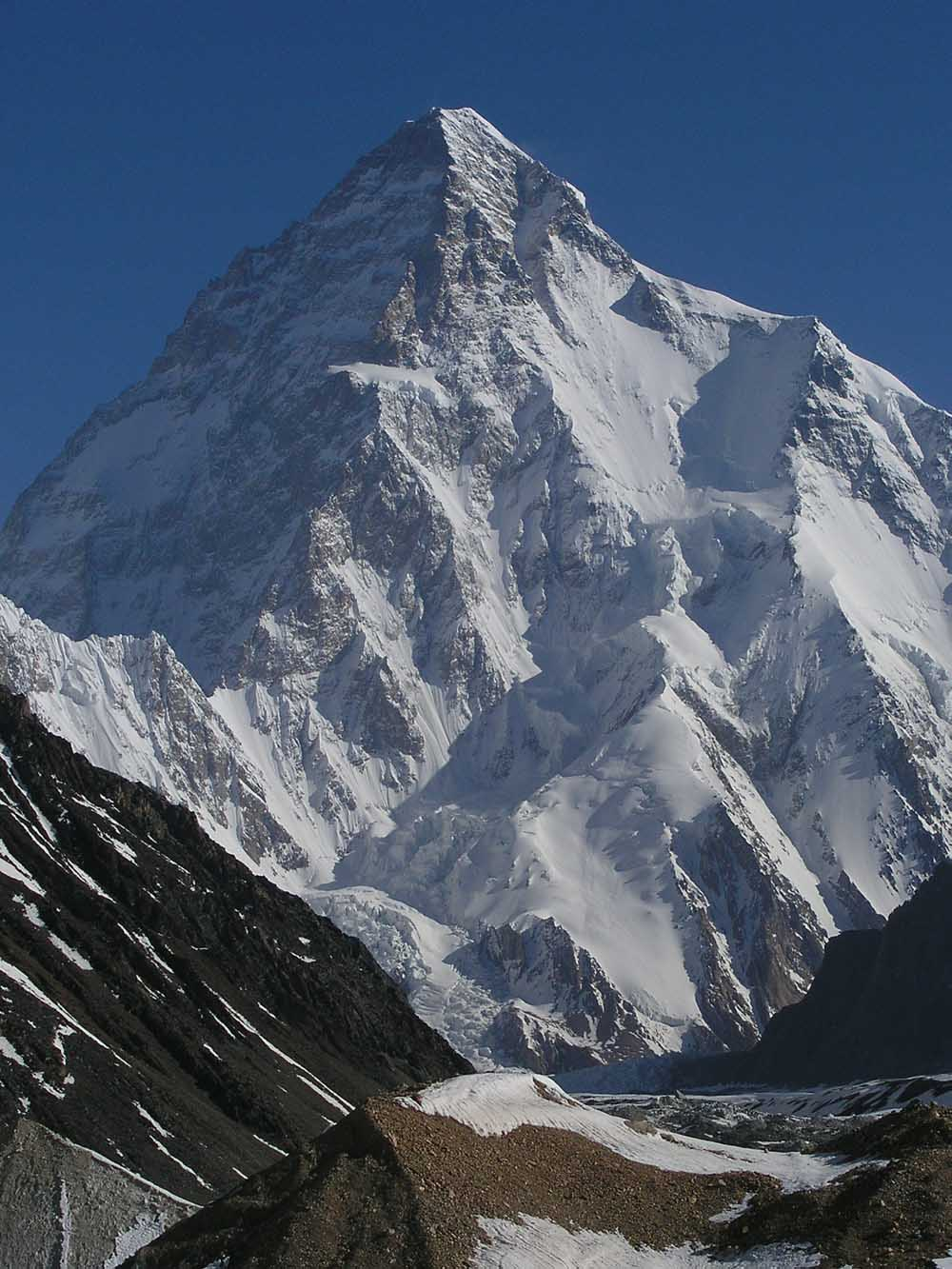
Il versante sud del K2 visto dal circo Concordia

Il disastro del K2 del 1986 è un insieme di eventi che tra il giugno e l'agosto 1986 causarono la morte di tredici alpinisti impegnati in diversi tentativi di ascensione sulla montagna del Karakorum.

## Descrizione

### La situazione al campo base
A partire dal giugno del 1986, quattordici spedizioni sono impegnate in tentativi di ascensione al K2. Tre spedizioni puntano alla vetta per la via normale lungo lo sperone Abruzzi: una spedizione franco-internazionale guidata da Maurice Barrard, una spedizione sud-coreana organizzata in stile "classico" con ossigeno, ed una spedizione austriaca. Altre tre spedizioni mirano a salire per lo sperone sud-sud-ovest lungo la cosiddetta Magic Line: la spedizione solitaria di Renato Casarotto, una spedizione statunitense ed una polacca. La spedizione italiana di Quota 8000 ha i permessi per entrambe le vie di salita. Una spedizione britannica, guidata da Alan Rouse, punta a salire lo spigolo nord-ovest; una spedizione internazionale guidata da Karl Maria Herrligkoffer punta alla parete sud; una seconda spedizione statunitense mira a salire per la parete nord, dal versante cinese.
A queste spedizioni si sommano alcuni gruppi "sciolti", aggregati alle spedizioni principali. Una è composta da due alpinisti baschi, Mari Abrego e Josema Casimiro; un'altra, aggregata alla spedizione italiana, composta dall'alpinista e documentarista austriaco Kurt Diemberger con la sua compagna di cordata, la britannica Julie Tullis, una terza, composta dagli svizzeri Beda Fuster e Rolf Zemp, aggregata alla spedizione di Herrligkoffer; ed infine, in solitaria, Tomo Česen.

### L'incidente della spedizione americana
Il primo incidente ha luogo la mattina del 21 giugno. Una cordata statunitense, impegnata sulla Magic Line, viene investita da una valanga mentre sta salendo alla sella Negrotto: i due componenti, Alan Pennington e John Smolich, vengono travolti in pieno. Il corpo di Pennington viene ritrovato più tardi in giornata, e tumulato presso il memorial Gilkey, mentre il corpo di Smolich non viene ritrovato. La spedizione americana decide di conseguenza di abbandonare l'attività, mentre la spedizione di Quota 8000 decide di concentrarsi sulla sola ascensione per la via normale.

### L'incidente della spedizione Barrard
Il 23 giugno la spedizione franco-internazionale di Barrard vede quattro persone in vetta: lo stesso Maurice Barrard, sua moglie Liliane, l'alpinista polacca Wanda Rutkiewicz, ed il giornalista ed alpinista francese Michel Parmentier. Nella stessa giornata anche i due baschi raggiungono la vetta. In discesa, mentre i baschi raggiungono subito il campo 4 a 8.000 m, gli altri decidono di bivaccare a 8.300 m, dove già avevano passato la notte precedente. Il tempo peggiora durante la notte, ed il giorno seguente i due gruppi si incamminano in discesa; il gruppo internazionale si divide ulteriormente, con Rutkiewicz e Parmentier avanti, e i coniugi Barrard più dietro. I Barrard smarriscono però la via, e non riescono più a scendere, mentre gli altri, aiutati anche da alcuni membri della spedizione italiana, riescono alla fine a rientrare al campo base. Il corpo di Liliane Barrard viene trovato più tardi ai piedi della montagna, mentre il corpo di Maurice sarà recuperato solo nel 1998.

### Il successo italiano ed il primo incidente dei polacchi
Il 5 luglio sia gli italiani che gli svizzeri raggiungono la cima, senza incidenti; il 6 luglio, tentano la vetta Diemberger e Tullis, ma devono rinunciare. Anche loro tornano senza problemi al campo base.
L'8 luglio i polacchi Jerzy Kukuczka e Tadeusz Piotrowski raggiungono la vetta, dopo aver aperto una nuova via sulla parete sud, e scendono lungo la via normale. Bivaccano a 8.300 m, dove aveva bivaccato la spedizione dei Barrard, ed il 9 luglio scendono al campo 4, dove trascorrono la giornata, per riprendere la discesa la mattina del 10 luglio. Poco sotto la spalla del K2, Piotrowski perde un rampone; nel tentativo di mantenersi in equilibrio, perde anche il secondo, e precipita. Il suo corpo non verrá mai ritrovato.

### La morte di Renato Casarotto
Il 12 luglio Renato Casarotto inizia un tentativo solitario sulla Magic Line, mantenendosi in contatto radio con la moglie Goretta, al campo base. Le condizioni dell'ascensione sono difficili, soprattutto a causa del cattivo tempo; il 16 luglio, dopo aver raggiunto quota 8300 m, Casarotto abbandona l'impresa e scende. Dopo aver raggiunto senza problemi il fondo della parete alle 19 circa, mentre scende sul ghiacciaio a soli venti minuti dal campo base, l'alpinista viene tradito dal cedimento di un ponte di neve ritenuto sicuro e sul quale erano transitate senza problemi intere spedizioni.
Cade così in un crepaccio profondo 40 metri: riesce comunque ad avvertire la moglie, che stabilisce il contatto radio pochi minuti dopo la caduta. Si mobilita una squadra di soccorso, che raggiunge il crepaccio e riesce ad estrarre l'alpinista; questi però è rimasto gravemente ferito dalla caduta, e muore poco dopo essere stato riportato alla luce. La salma verrà successivamente tumulata all'interno dello stesso crepaccio. Nel 2003 alcuni alpinisti kazaki ritrovano la salma, portata a valle dal movimento del ghiacciaio, e le danno sepoltura definitiva nei pressi del memorial Gilkey. Una parte dei contatti radio con la moglie e il luogo della caduta vengono ripresi e inclusi nel docufilm K2 - Sogno e destino, girato da Kurt Diemberger e Julie Tullis.

## Dal 28 luglio al 12 agosto

### Le partenze
Nei giorni successivi le spedizioni rimanenti continuano a preparare l'ascensione alla vetta, in particolare gli austriaci ed i coreani lungo la via normale. Il maltempo però continua ad impedire ogni operazione. Una grossa valanga, staccatasi poco sotto la spalla dello sperone Abruzzi, trascina via alcuni dei campi intermedi: materiale appartenente a questi campi viene ritrovato nel detrito della valanga stessa, ai piedi della parete.
Il 28 luglio il tempo comincia a dare segni di miglioramento, e le diverse spedizioni ancora presenti si preparano a salire. Nonostante si trovino sullo stesso percorso, però, le spedizioni rimarranno sempre indipendenti tra loro.
La spedizione britannica inizia il ritorno; rimangono solo il cineoperatore Jim Curran, ed il leader Alan Rouse, che vuole tentare la vetta insieme alla polacca Dobrosława Miodowicz-Wolf, detta Mrówka (formichina). Gli austriaci invece partono per il tentativo alla vetta, con una squadra di sei persone: Willi Bauer, Alfred Imitzer, Hannes Wieser, Mandi Ehrengruber, Siegfried Wasserbauer e Helmut Steinmassl. Steinmassl e Wasserbauer rientreranno poi al campo base il 29 luglio, mentre Ehrengruber scenderà il 31 luglio da campo 3.
Il 29 luglio partono dal campo base Kurt Diemberger e Julie Tullis. Il 30 luglio vengono raggiunti dalla squadra coreana, composta da sei alpinisti e diversi portatori d'alta quota Hunza, guidati dal sirdar Muhammad Ali.
Nel frattempo, anche i polacchi si muovono, diretti alla Magic Line, con una squadra di sei persone: Janusz Majer, Krystyna Palmowska, Anna Czerwinska, Wojciech Wróż, Przemislaw Piesecki ed il cecoslovacco Petr Bozik.

### L'avvicinamento ed il problema della tenda
Il 31 luglio le due squadre arrivano poco sotto campo 3, dove riscontrano la distruzione causata dalla valanga dei giorni precedenti. Qui incontrano Ehrenberger in discesa; questi comunica che sia il campo 3 che il campo 4 sono completamente distrutti, salvo per una tenda coreana rimasta intatta al campo 3. I portatori Hunza si rifiutano di proseguire oltre; ne segue un'animata discussione tra loro e gli alpinisti coreani, alla fine della quale i portatori si convincono a procedere. I coreani salgono fino al campo 3, mentre Diemberger e Tullis rimangono più sotto. Wieser scende a campo 2 per prendere delle provviste, mentre Bauer stringe un patto con i coreani. Questi lasceranno agli austriaci l'utilizzo della tenda superstite per il campo 4; il 2 agosto gli austriaci saliranno in vetta, attrezzando la via con corde fornite dai coreani, per poi scendere a campo 3, mentre lo stesso giorno i coreani saliranno a campo 4, occupando la tenda nella notte per poi salire in vetta il 3 agosto.
Il 1º agosto gli austriaci salgono a campo 4, mentre Diemberger e Tullis salgono a campo 3, dove si trovano insieme ai coreani che stanno preparando le operazioni del giorno successivo. In giornata le due spedizioni vengono raggiunte dal duo Rouse-Wolf, partito più tardi.
Il 2 agosto i portatori Hunza, dopo aver raggiunto campo 4, iniziano la discesa, insieme a due degli alpinisti austriaci. Il 4 agosto il sirdar Muhammad Ali viene colpito da una scarica di pietre poco sotto il campo 1, e muore sul colpo.
Sempre il 2 agosto gli austriaci partono per il tentativo alla vetta, mentre le altre tre spedizioni si spostano dal campo 3 al campo 4. Qui sorgono in totale tre tende: quella coreana da tre posti, quella di Diemberger-Tullis da due posti, e quella di Rouse Wolf da due posti. Gli austriaci non riescono a raggiungere la vetta, e ad una quota di circa 8.300 m tornano indietro. Raggiunto il campo 4, non intendono scendere, ma decidono di fermarsi per riposarsi e ritentare la vetta due giorni dopo, nonostante la forte opposizione dei coreani. Gli alpinisti devono adattarsi ad una sistemazione di fortuna, in tende sovraffollate: due degli austriaci, Bauer e Wieser si sistemano con coreani, il terzo, Imitzer, con Rouse e Wolf. In un tale sovraffollamento gli alpinisti non riescono a riposare durante la notte, ed il giorno dopo li trova in pessime condizioni fisiche. I coreani, legati ad un'organizzazione molto rigida e dotati di ossigeno supplementare, partono ugualmente il 3 agosto, benché un po' in ritardo sulla tabella di marcia, mentre sia la coppia Diemberger-Tullis che quella Rouse-Wolf rinunciano alla salita.

### La vetta
Alle 16.15 del 3 agosto i coreani raggiungono la vetta, e ritornano verso il campo 4. Uno degli alpinisti è però troppo stanco, e decide di fermarsi a bivaccare sul percorso, assicurato ad un chiodo da ghiaccio. Alle 18, la vetta viene raggiunta anche da tre membri della spedizione polacca - Piesecki, Wroz e Bozik - che sono riusciti a completare la Magic Line; questi sono però troppo provati per ridiscendere dalla stessa via, e puntano a campo 4 lungo la via normale. Durante la discesa, Wojciech Wróż cade da una corda fissa sul collo di bottiglia, probabilmente a causa della mancanza di un nodo di sicurezza al fondo della corda, e scompare. I suoi due compagni di cordata, sotto shock, arrivano al campo verso le due del mattino. Al campo vi sono undici persone: i tre austriaci e i due coreani rientrati nella tenda coreana, Diemberger e Tullis nella loro tenda, Wolf nella sua tenda con Piesecki e Bozik, ospitati da Rouse, che preferisce passare la notte in una nicchia nella neve.
Il 4 agosto i coreani, dopo essersi ricongiunti con il compagno rimasto a bivaccare all'aperto, scendono insieme a Piesecki e Bozik, mentre gli altri partono per la vetta. Il tempo, perfetto fino al giorno precedente, comincia a dare segni di peggioramento. I primi a mettersi in marcia sono Rouse e Wolf: il primo è in ottima forma, mentre Mrówka pare affaticata. Li segue Alfred Imitzer. Partono poi Diemberger e Tullis, quindi Bauer e Wieser: quest'ultimo però si ferma quasi subito, a causa di un guanto bagnato, e rientra al campo, mentre Bauer prosegue, superando Diemberger e Tullis, quindi anche la Wolf, che pare essersi addormentata nella neve. Diemberger e Tullis raggiungono la Wolf, visibilmente affaticata, che per un tratto marcia di conserva con i due, per poi sganciarsi nuovamente. Circa 100 m sotto la vetta gli austriaci raggiungono Rouse, che ha battuto la pista fino a quel momento, e gli danno il cambio. Alle 15.15 Rouse, Imitzer e Bauer raggiungono la vetta. A circa 8.500 m di quota la Wolf cede definitivamente; Diemberger e Tullis incontrano i tre compagni, che provano a convincerli a rientrare. I due invece proseguono, e raggiungono la vetta verso le 17.30, mentre il tempo continua a peggiorare.
Nella stessa giornata, i tre polacchi rimasti sulla Magic Line (Majer, Palmowska e Czerwinska) iniziano il rientro lungo la medesima via, senza aver raggiunto la vetta. Nonostante le avverse condizioni meteo, i tre riusciranno a raggiungere il campo base in relative buone condizioni l'8 agosto.
Rouse, Wolf, Imitzer e Bauer raggiungono senza problemi il campo 4. Diemberger e Tullis iniziano la discesa, ma ad un tratto la Tullis scivola, trascinando con sé anche Diemberger. Dopo una scivolata di alcune centinaia di metri i due riescono a fermarsi fortunosamente. Si trovano però lontano dal percorso conosciuto, ormai di notte e senza illuminazione (la lampada frontale risulta non funzionare), e devono improvvisare un bivacco a 8.400 m; il mattino successivo Julie Tullis mostra alcuni segni di congelamento alla punta del naso e ad alcune dita, e mostra alcuni problemi di vista. Il 5 agosto i due, nonostante una fitta nebbia, riescono a ritrovare la via normale, ed a scendere al campo 4, dove Diemberger si rifugia in tenda, mentre la Tullis viene ospitata e curata dagli austriaci, per poi rientrare nella sua tenda in serata. Intanto il tempo è ulteriormente peggiorato, ed infuria una tempesta che impedisce al gruppo di scendere.

### Bloccati dalla tempesta
Il 6 agosto Julie Tullis ancora lamenta problemi di vista. In giornata l'ingresso della tenda di Diemberger-Tullis si rivela eccessivamente vulnerabile all'accumulo di neve, ed i due devono abbandonarla; Diemberger viene ospitato da Wolf e Rouse, mentre la Tullis si sistema con gli austriaci.
Il 7 agosto il tempo ha un parziale miglioramento. Il campo 4 rimane avvolto nella nebbia, ma quasi l'intera montagna al di sotto è libera dalle nubi. Gli alpinisti non hanno però un apparecchio radio per stabilire un collegamento col campo base, e quindi non sono al corrente del fatto. In giornata, la Tullis visita Diemberger nella tenda di Rouse e Wolf, e lamenta ancora problemi di vista; intanto, Alan Rouse comincia a mostrare i primi segni di sfinimento.
Nella serata del 7 agosto, Julie Tullis muore. Il giorno seguente la sua salma viene adagiata da Bauer nella tenda che aveva abbandonato il 6 agosto. L'8 e 9 agosto il tempo non dà segni di miglioramento, mentre le condizioni di Alan Rouse continuano a peggiorare; il 9 agosto l'alpinista britannico è quasi incosciente.

### La discesa
Il 10 agosto la tempesta si placa, anche se la parete sottostante il campo continua ad essere avvolta dalle nubi. Gli alpinisti, stremati, decidono di tentare la discesa. Alan Rouse è però ormai incosciente ed assolutamente non in grado di muoversi, ed i compagni sono costretti a lasciarlo indietro. L'alpinista morirà probabilmente nella giornata stessa. Anche Imitzer e Wieser sono molto stremati, e non vorrebbero lasciare la tenda, ma Bauer riesce a smuoverli. Circa cento metri sotto il campo, però, i due crollano, incapaci ormai di muoversi oltre; Imitzer muore immediatamente, mentre Wieser, in preda al delirio, morirà probabilmente più tardi in giornata.
Bauer, Diemberger e la Wolf riescono a proseguire la discesa, tra nuvole e raffiche di vento; raggiungono in giornata il campo 3, che è però devastato, e proseguono per il campo 2, con Bauer in testa, seguito dalla Wolf e da Diemberger. Sulle corde fisse tra i due campi, Diemberger supera la Wolf, attardata dalla tecnica di discesa utilizzata, e raggiunge Bauer al campo 2. I due attendono fino al mezzogiorno dell'11 agosto la Wolf, che però non raggiungerà mai il campo. La salma di Mrówka Wolf viene ritrovata nel 1987 sulle corde fisse da una spedizione giapponese, in piedi ed appoggiata alla parete; le cause precise della morte non saranno mai chiarite.
Willi Bauer decide di scendere il più velocemente possibile al campo base, per organizzare una squadra di soccorso alla ricerca della Wolf; Diemberger scende invece più lentamente. Bauer raggiunge il campo base nella giornata dell'11 agosto; la squadra di soccorso raggiunge Diemberger alla base della parete, verso la mezzanotte. La ricerca della Wolf, come già detto in precedenza, sarà infruttuosa. I due alpinisti superstiti riportano comunque gravi congelamenti, e sono evacuati dal campo base in elicottero il 16 agosto.

## Le morti
| Nome                      | Nazionalità | Data       | Causa della morte                                                                                  |
| ------------------------- | ----------- | ---------- | -------------------------------------------------------------------------------------------------- |
| John Smolich              | Stati Uniti | 21 giugno  | Valanga                                                                                            |
| Alan Pennington           | Stati Uniti | 21 giugno  | Valanga                                                                                            |
| Maurice Barrard           | Francia     | 24 giugno  | Scomparsi durante la discesa                                                                       |
| Lilliane Barrard          | Francia     | 24 giugno  | Scomparsi durante la discesa                                                                       |
| Tadeusz Piotrowski        | Polonia     | 10 luglio  | Caduta                                                                                             |
| Renato Casarotto          | Italia      | 16 luglio  | Caduta in un crepaccio                                                                             |
| Wojciech Wróż             | Polonia     | 3–4 agosto | Caduta durante la discesa                                                                          |
| Muhammad Ali              | Pakistan    | 4 agosto   | Scarica di pietre                                                                                  |
| Julie Tullis              | Regno Unito | 6–7 agosto | Dettagli esatti sconosciuti: edema, congelamenti, sfinimento (morte bianca) le cause più probabili |
| Alan Rouse                | Regno Unito | 10 agosto  | Dettagli esatti sconosciuti: edema, congelamenti, sfinimento (morte bianca) le cause più probabili |
| Hannes Wieser             | Austria     | 10 agosto  | Dettagli esatti sconosciuti: edema, congelamenti, sfinimento (morte bianca) le cause più probabili |
| Alfred Imitzer            | Austria     | 10 agosto  | Dettagli esatti sconosciuti: edema, congelamenti, sfinimento (morte bianca) le cause più probabili |
| Dobrosława Miodowicz-Wolf | Polonia     | 10 agosto  | Dettagli esatti sconosciuti: edema, congelamenti, sfinimento (morte bianca) le cause più probabili |